# Robert Rustenbach
Robert Rustenbach (* 11. Januar 1854 in Eschershausen; † 26. März 1909 in Braunschweig) war ein deutscher Jurist und Heimatforscher.

## Leben
Robert Rustenbach wurde am 11. Januar 1854 zu Eschershausen im Weserbergland geboren. Sein Vater Karl August Theodor Rustenbach (* 7. März 1821 in Salzgitter; † 16. Juli 1888 in Eschershausen) war dort Gerichtsbeamter und von 1853 bis 1879 zugleich Bürgermeister. Seine Mutter Wilhelmine Friederike, geborene Sackmann, (* 23. Januar 1818 in Wolfenbüttel; † 8. November 1895 in Eschershausen) besorgte neben dem Haushalt auch eine mittägliche Verpflegung der Stadtbeamten im Wohnhaus Assekuranz 91/91b, später Nr. 138 in der Holzmindener Straße, seit 1906 Raabestraße Nr. 5.
Er hatte zwei Geschwister, Gustav (* 22. August 1848; † 11. März 1922 in Houston, Texas) und Anna Marie Wilhelmine, verheiratete Luce, (* 16. Januar 1857; † 27. Juli 1916 in Eschershausen).
Er heiratete am 6. Oktober 1880 Marie Agnes Dorothe Luise (* 30. Mai 1857 in Halle an der Weser; † 4. Dezember 1906 in Braunschweig), Tochter des Dr. med. J. A. J. Kamm in Halle an der Weser. Sie bekamen den Sohn Paul Andreas August (* 15. Juli 1881 in Halle an der Weser; † 21. März 1954 in Hamburg).
Rustenbach hatte besondere Freude daran, dass er in demselben Haus geboren war, in dem am 8. September 1831 der Schriftsteller Wilhelm Raabe das Licht der Welt erblickt hatte. Mit ihm hatte er auch persönliche Bekanntschaft. Er besuchte ab 1866 Gymnasium zu Holzminden, legte 1872 das Reifezeugnis ab und studierte bis 1875 in Göttingen Rechtswissenschaft. Er betrieb die Jägerei in Thedinghausen und im Harz.

## Beruf
Er bestand am 29. Mai 1875 in Wolfenbüttel die erste juristische Prüfung. Die folgende Vorbereitungszeit bei verschiedenen Behörden verlebte er zumeist in Holzminden, vom 1. Oktober 1876 bis 1877 aber in Wolfenbüttel‚ wo er zugleich seine Militärpflicht als Einjährig-Freiwilliger bei der 5. (Braunschweigischen) Batterie des 1. Hannoverschen Feldartillerie, Regiment Nr. 10 erfüllte.
Am 6. Dezember 1878 erledigte er das zweite juristische Staatsexamen. Schon etwa ein halbes Jahr früher war er zur Aushilfe bei den Sekretariatsgeschäften des Kreisgerichts Holzminden beschäftigt; hier ist er, am 18. Dezember 1878 zum Referendar ernannt, zunächst geblieben, doch vorübergehend in gleicher Eigenschaft auch bei anderen Behörden zur Aushilfe verwandt, noch zu Ende des Jahres bei dem kombinierten Kreis- und Amtsgerichte zu Blankenburg, dann, unterm 28. Juli 1879 zum Gerichtsassessor befördert, bei dem Amtsgerichte zu Greene, später auch bei den Amtsgerichten Riddagshausen und Vechelde. Mitte Juli 1880 wurde er wieder nach Greene versetzt und heiratete dort.
Am 1. Mai 1882 wurde Rustenbach Amtsrichter in Thedinghausen, wo er etwas über sieben Jahre verblieb. Am 1. September 1889 kam er an das Amtsgericht zu Braunschweig. Am 9. September 1891 erwarb er das Bürgerrecht der Stadt Braunschweig. Am 1. Oktober 1893 ward er hier Landrichter; am 1. Oktober 1895 erhielt er den Titel Landgerichtsrat. 1898 bekam er im Landgerichte den Vorsitz in der Kammer für Handelssachen; am 1. Februar 1909 wurde er zum Landgerichtsdirektor befördert.

## Werke
Rustenbach betrieb die Geschichtswissenschaft mit juristischer Raffinesse zu der Vergangenheit der denkwürdigen Bauwerke und Stätten, die seinen Heimatort umgaben.
Seine erste Arbeit war dem ehemaligen Gau Wikanavelde gewidmet, in dessen Mittelpunkte seine Geburtsstadt Eschershausen lag. Dieses Werk ist seit bereits über hundert Jahren das Standardwerk zu den Grenzen des Gaues. Danach hat er die Häger und Hägergerichte in den braunschweigischen Weserlanden einer gründlichen Bearbeitung unterzogen und damit einen wichtigen Beitrag zur heimischen Rechts-‚ Kultur- und Ortsgeschichte geliefert. Es folgte, durch Rustenbachs frühen Tod mit 55 Jahren unvollendet geblieben, die Geschichte des Klosters Amelungsborn.

## Auszeichnungen

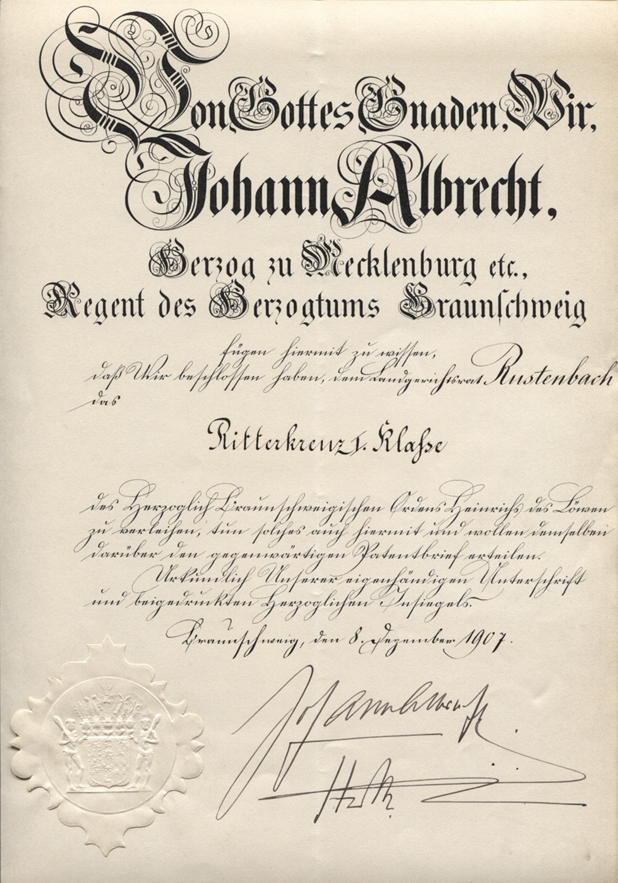
Verleihungsurkunde des Ordens Heinrichs des Löwen an Robert Rustenbach, 1907

- 5. Mai 1902: Ritterkreuz II. Klasse des Ordens Heinrichs des Löwen
- 8. Dezember 1907: Ritterkreuz I. Klasse des Ordens Heinrichs des Löwen